# Latifa El Abida
 (décembre 2014).
Latifa El Abida est née en 1953 à Ouazzane. Elle est secrétaire d'État chargée de l'enseignement scolaire du Maroc dans le gouvernement El Fassi. Elle est titulaire d'une licence en sciences économiques et lauréate du cycle supérieur de l'Institut supérieur de commerce et d'administration des entreprises (ISCAE). Elle entame sa carrière professionnelle en 1973 comme enseignante, avant de rejoindre en 1985 l'Inspection générale des finances (IGF). Par ailleurs, elle occupe les fonctions de directrice du patrimoine de 1996 à 1998, de directrice du budget et du contrôle de gestion de 1998 à 2003 et de directrice des ressources humaines et de la formation des cadres depuis septembre 2003. Elle dispose d'un nombre de contributions dans le domaine de la modernisation de la gestion publique, notamment dans la gestion budgétaire axée sur les résultats, la décentralisation dans le secteur de l'éducation et le contrôle de la gestion publique. Le 15 octobre 2007, elle est nommée secrétaire d'État chargée de l'enseignement scolaire sous le Gouvernement Abbas El Fassi.

## Formation
- Juin 2002 : Sortie du cycle supérieur de gestion à l’Institut supérieur de commerce et d'administration des entreprises à Rabat;
- 1983 : Deuxième certificat de l’enseignement supérieur en sciences économiques (2e CES) à la Faculté des sciences juridiques, économiques et sociales de Rabat;
- 1982 : Premier certificat de l’enseignement supérieur en sciences économiques (1er CES) à la même faculté;
- 1980 : Licence en sciences économiques à la même faculté.

## Parcours
- Depuis le 15 octobre 2007 : Secrétaire d'État auprès du Ministre de l'éducation nationale, de l'enseignement supérieur, de la formation des cadres et de la recherche scientifique, chargée de l'enseignement scolaire;

- Du 22 avril 2005 au 14 octobre 2007 : Secrétaire générale du Département de l'éducation nationale;

- Septembre 2003 : Directrice des ressources humaines et de la formation des cadres[Où ?];

- Février 1998 à août 2003 : Directrice du budget et du contrôle de gestion[Où ?];

- Juillet à novembre 1998 : Directrice des affaires administratives et financières, par intérim[Où ?];

- Mai 1996 à février 1998 : Directrice du patrimoine[Où ?].

 Ministère des finances : décembre 1985 à avril 1996 
- 1995 à 1996 : Chargée de l’encadrement des inspecteurs des finances en formation à l’inspection générale des finances;
- 1993 à 1995 : Chef de service à la direction du budget, chargée des budgets des secteurs de l’éducation et de la formation;
- 1989 à 1993 : Chef de service à la direction du budget du ministère des finances, chargée des budgets des secteurs sociaux (santé, jeunesse et sports, emploi, habous et affaires islamiques, CNOPS, etc);
- 1988 à 1989 : Inspecteur des finances à l’Inspection générale des finances (IGF);
- 1985 à 1988 : Inspecteur des finances stagiaire à l’inspection générale des finances.

Ministère de l’éducation nationale : 1971 à 1985
- 1980 à 1985 : Professeur du deuxième cycle à Rabat;
- 1977 à 1980 : Professeur du premier cycle à Rabat (y compris deux années de formation au CPR);
- 1971 à 1977 : Institutrice de français à Rabat (y compris deux années de formation au CFI).

## Autres activités
- Secrétaire générale de l’Association Lalla Salma de lutte contre le cancer;
- Présidente de l’Association marocaine de l’appui à la scolarisation;
- Présidente de l’Association des membres de l’inspection générale des finances (AMIF);
- Membre du comité directeur de la fondation Mohammed VI pour la promotion des œuvres sociales de l’éducation - formation;
- Secrétaire générale de l’Union arabe de l’éducation physique et du sport scolaire;
- Présidente de l’Association Zghira pour le développement – Ouezzane.